# 노가미정 (오이타현)
노가미정 (노가미마치)(野上町)은 오이타현 구스군에 설치되었던 정이다. 현재의 고코노에정에 해당한다.